# Шебуев, Николай Георгиевич
Никола́й Гео́ргиевич Шебу́ев (12 января 1874, село Шигалеево Казанской губернии — 8 февраля 1937, Москва) — русский советский писатель, журналист и поэт, издатель, автор ряда сценариев.

## Биография

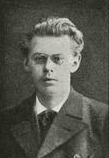
Н. Шебуев в 1896 году

Родился в семье профессора математики Г. Н. Шебуева. Окончил юридический факультет Казанского университета. Начал печататься с 1892 года.
В 1905—1906 годах издавал популярный сатирический журнал «Пулемёт», где жёстко высмеивал царское правительство, за что был арестован и заключён в тюрьму. Находясь в тюрьме, в ожидании суда, продолжал писать статьи, памфлеты, стихи для следующих номеров «Пулемёта». Был осуждён на один год, отбывал наказание в Петропавловской крепости.
В 1906—1907 годах издавал «Газету Шебуева», а с 1908 по 1914 годы (с перерывом) — журнал «Весна». С «Весной» сотрудничали Л. Н. Андреев, К. Д. Бальмонт, Д. Бедный, Н. С. Гумилёв, А. И. Куприн, М. М. Пришвин, Л. М. Рейснер, И. Северянин, а также в этом журнале впервые стали печататься футуристы — Н. Асеев, В. Каменский и В. Хлебников.
После Октябрьской революции работал в советской печати, редактировал журнал Государственного института журналистики «Всемирная иллюстрация» (1922—1925). Автор ряда сценариев для эстрады и цирка.

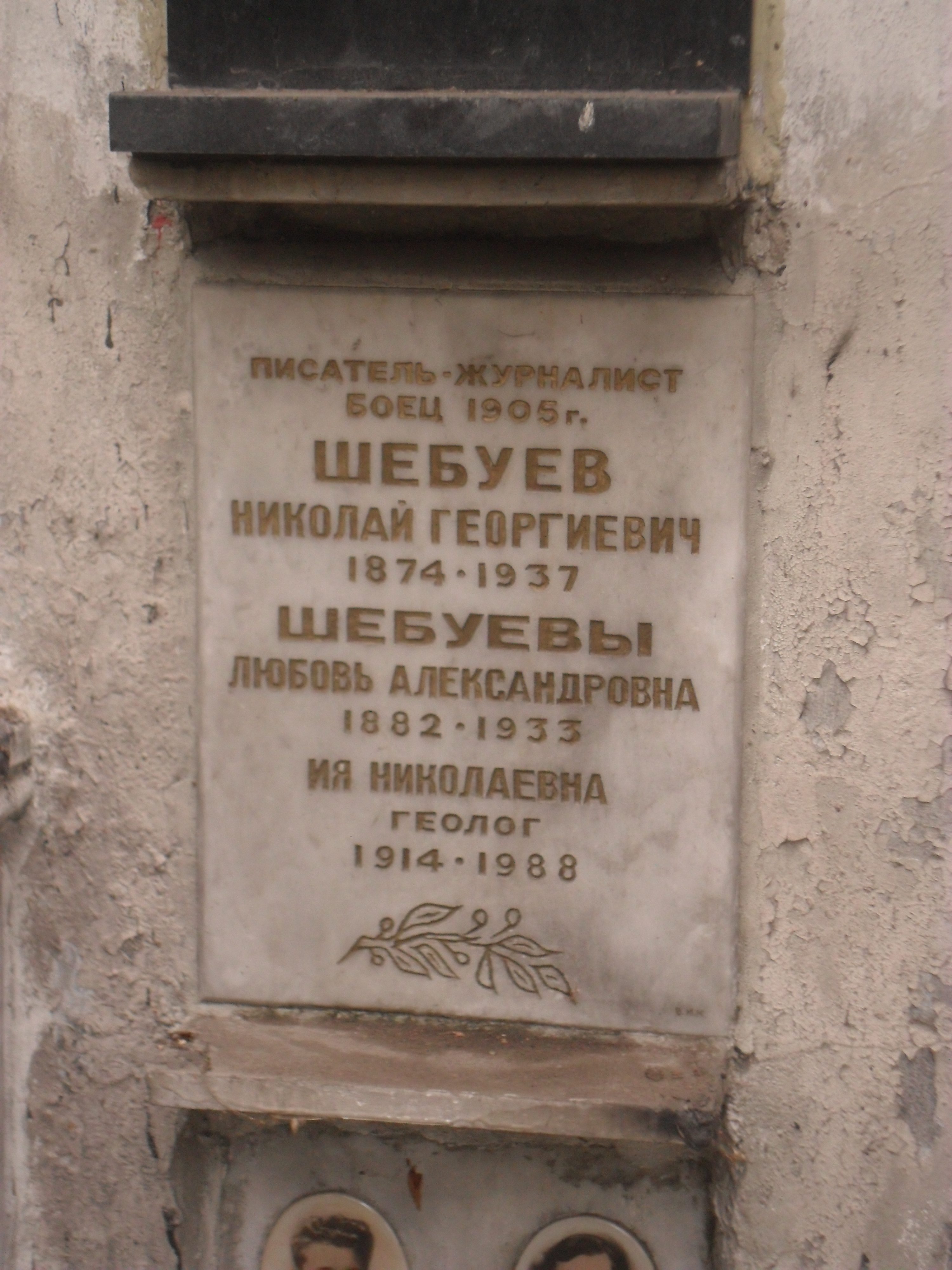
Плита колумбария Шебуева на Новодевичьем кладбище Москвы.

Похоронен на Новодевичьем кладбище.

## Семья
- Шебуева, Любовь Александровна — жена (1882—1933)[2];
- Шебуева, Ия Николаевна — дочь[2].

## Сочинения
- Собрание сочинений, т. I—VI, изд. Семёнова. — Париж, 1915.

### Романы
- «Берта Берс. В сетях шпионажа» (1915).
- «Дьяволица. Чрезвычайно уголовный роман» (1915).

### Публицистика
- Шебуев Н. Г. Негативы. — В кн.: Князь Сергей Николаевич Трубецкой — первый борец за правду и свободу русского народа. — СПб., 1905. — С. 104—106.
- Шебуев Н. Москва безбожная. — М., 1930.

### Воспоминания
- Шебуев Н. Г. История моего «Пулемёта» // Журналист. — 1925. — № 12. — С. 21—25.
- Шебуев Н. Г. Дело о его рабочем величестве пролетарии всероссийском: Воспоминания о «Пулемёте», «днях свободы», «случайно случившейся амнистии», «гапониаде» и прочих вещах в кавычках. — М.: Издательство Всесоюзного общества политкаторжан и ссыльнопоселенцев, 1931. — 76 с.

## Известные адреса
- Казань, Профессорский переулок, дом Завьяловой[3].
- Казань, Арское Поле, дом Малинина[3].